# Аксу (Кокпектинский район)
Аксу (каз. Ақсу) — село в Кокпектинском районе Абайской области Казахстана. Входит в состав Тассайского сельского округа. Код КАТО — 635065200.

## Население
В 1999 году население села составляло 222 человека (115 мужчин и 107 женщин). По данным переписи 2009 года, в селе проживали 133 человека (77 мужчин и 56 женщин).